# Irati Mogollón García
Irati Mogollón García (Lezo, 16 de julio de 1991) es una socióloga vasca especializada en empoderamiento feminista de personas mayores, investigación-acción en economía feminista y facilitación grupal de procesos de viviendas colectivas desde una mirada interdisciplinar.

## Biografía
Su participación activa desde joven en la organización de eventos políticos y sociales en su contexto marcó su manera de entender y de estar en el mundo.
Es licenciada y doctora internacional en Sociología en el 2020 por la UPV/EHU, con un Máster en Estudios Feministas y de Género por la misma universidad en el 2014. En su tesis doctoral con enfoque feminista titulado “Estrategias colectivas de sostenibilidad de la vida en tiempos de crisis”, encontró la manera de situar la producción teórica al servicio de las necesidades prácticas generando conocimiento útil, mediante la metodología de Investigación Acción Participante.
Es cocreadora del proyecto Arquitecturas del Cuidado, un proyecto enmarcado en la innovación y el desarrollo de hábitats de cuidados comunitarios.
Desde el año 2021 trabaja como investigadora para la Fundación Matía, en formación, desarrollo estratégico, investigación e intervención sociocomunitaria.
Sus líneas de trabajo principales son acompañamiento en el empoderamiento feminista de personas mayores, investigación-acción en economía feminista y facilitación grupal de procesos de viviendas colectivas desde una mirada interdisciplinar: sociología, gerontología feminista, arquitectura, urbanismo y economía feminista.

## Obras
Es coautora del libro Arquitecturas del cuidado: hacia un envejecimiento activista, junto a Ana Fernández Cubero, fruto de la investigación de la convocatoria de becas de Emakunde 2015-2016.